# Ordynacja Roska

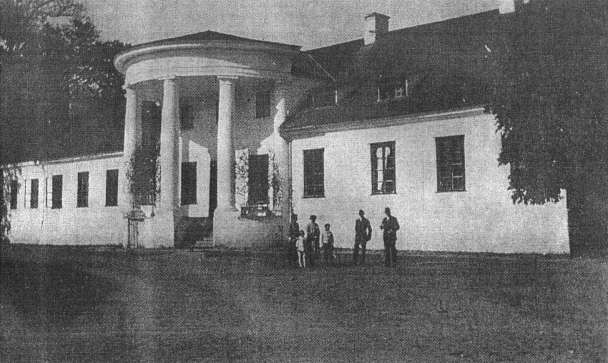
Pałac Potockich w Rosi

Ordynacja Roska, ordynacja rodowa, założona testamentem przez  Stefana Potockiego zm. (1910), bezpotomnego właściciela dóbr Roś koło Wołkowyska.  
Zgodnie ze statutem, licząca ponad 9 500 ha ordynacja miała przejść na jego siostrzeńca, hrabiego Ksawerego Branickiego, posiadacza znacznych dóbr w Polsce, na Ukrainie i we Francji, który objął ją po zatwierdzeniu statutu przez cara. 
Po 1920 r. większość majątku ordynacji znalazła się po stronie ZSRR. Statut ordynacji uznawano za niebyły, a drugi ordynat rozpoczął parcelowanie i wyprzedaż resztówek majątku (liczącego dalej setki hektarów). Dobra Roś z pałacem Potockich herbu Pilawa i formalnie dalej istniejąca ordynacja pozostały w rękach Branickich do 1939 r.

## Ordynaci
- Ksawery Branicki (1864-1926), I ordynat
- Adam Branicki (1892-1947), II ordynat, syn poprzedniego (nie używał tytułu)